# Величка Пандева
Величка Пандева е българска скиорка, състезателка по ски бягане, участничка на зимните олимпийски игри в Гренобъл през 1968 г. и една от най-добрите ски бегачки в България през 60-те години на ХХ век. Българският отбор оттогава, включващ и Кръстана Стоева, Надежда Василева, Роза Димова и Цветана Сотирова е най-добрият български отбор по ски бягане в историята на спорта в страната. 

## Биография
Величка Пандева е родена на 10 януари 1942 г. в село Каменица, от 1948 г. част от Велинград и е едно от шестте деца в семейството. Завършва основно образование в ОУ „Христо Ботев“ и средно образование през 1960 г. в ПГ „Васил Левски“. Започва работа в дървообработващото предприятие „Георги Димитров“. Участва в работнически спортни първенства и за първи път започва да тренира ски бягане. На състезание в Юндола е забелязана от специалисти на Висшия институт по физкултура (ВИФ), които ѝ препоръчват да кандидатства за висше образование в него. През 1961 г. е приета и се премества да живее в София, за да учи във ВИФ. 
Във ВИФ я тренират някои от най-добрите треньори за времето като Георги Зографов и Иван Стойков. Тя се състезава за физкултурно дружество „Левски“. Печели републикански титли на 5 и 10 km, и в щафетата. В щафета заедно с Кръстана Стоева и Надежда Василева, Пандева печели златен медал от Зимната универсиада в Сестриере през 1966 г. През същата година щафетата заема шесто място на световното първенство в Холменколен, Норвегия. 
Участва на зимните олимпийски игри в Гренобъл през 1968 година. 
Резултати от Гренобъл 1968
5 km: 30-а от 34 участнички
10 km: 31-ва от 34 участнички
Щафета 3 × 5 km: 8-а от 8 щафети
След края на спортната си кариера работи в системата на Министерството на вътрешните работи. Умира през септември 1993 г. в София. Погребана е в гробищния парк на Каменица. 